# Kabinet-Pengel II
Het kabinet-Pengel II was een Surinaams kabinet onder leiding van premier Johan Adolf Pengel (NPS). Het kabinet trad aan na de verkiezingen van 1967. In deze periode waren Henry Lucien de Vries en Johan Ferrier de gouverneurs van Suriname.
Het kabinet regeerde van 17 mei 1967 tot en met 5 maart 1969. Het kabinet kwam ten val door stakingen die werden gestart door de Vereniging van Leraren bij het Middelbaar- en Kweekonderwijs (VELMEK) waar zich in de weken erna de andere onderwijs- en ambtenarenbonden bij aansloten.

## Samenstelling
De samenstelling van het kabinet was als volgt:
| Ministerie                                      | Minister                                                 |
| ----------------------------------------------- | -------------------------------------------------------- |
| Algemene Zaken, Binnenlandse Zaken en Financiën | J.A. Pengel (NPS) (tevens premier)                       |
| Arbeid en Sociale Zaken                         | J.P.S. Kraag (NPS)                                       |
| Handel en Industrie                             | S.G. Rakim (NPS)                                         |
| Justitie en Politie                             | F.R. Manichand (Actiegroep) J. Jadnanansing (Actiegroep) |
| Landbouw, Veeteelt en Visserij                  | R.L. Jankie (Actiegroep)                                 |
| Mijnbouw, Bosbouw en Domeinen                   | Ch.F. Calor (NPS)                                        |
| Onderwijs                                       | E.P. Meyer (NPS)                                         |
| Openbare Werken, Waterstaat en Verkeer          | J. Thijm (NPS)                                           |
| Volksgezondheid                                 | B.F.J. Oostburg (SDP)                                    |